# Jiří Weil
Jiří Weil (IPA: [jɪr̝iː vaɪl]) (Praskolesy, 6 agosto 1900 – Praga, 13 dicembre 1959) è stato uno scrittore ceco di origine ebraica, superstite dell'Olocausto.

## Biografia
Figlio secondogenito di ebrei ortodossi, nacque in un villaggio a 40 km da Praga. Si diplomò nel 1919, cominciando già da studente a scrivere, principalmente poesie, oltrechè a programmare un romanzo. Iscritto all'Università Carolina di Praga, entrò al Dipartimento di Filologia Slava e letteratura comparata. Completò la sua carriera accademica con la dissertazione di dottorato titolata "Gogol e il romanzo inglese del XVIII secolo" nel 1928.
Nel 1921, Weil entrò nel gruppo dei giovani comunisti cecoslovacchi, ottenendo una posizione di preminenza nel raggruppamento. Fu profondamente interessato alla letteratura russa e alla cultura sovietica, dalla quale iniziò a tradurre in boemo autori come Boris Pasternak, Vladimir Lugoskoy, Marina Cvetaeva, Vladimir Majakovskij. Dopo un primo viaggio nell'URSS avvenuto nel 1922, quando incontrò il poeta Esenin, trascorse gli anni dal 1933 al 1935 a Mosca, come traduttore della letteratura marxista e al dipartimento editoriale dell'Internazionale Comunista, traducendo Lenin in boemo. Con l'assassinio di Sergej Kirov, che segnò l'inizio delle terribili purghe staliniane, la posizione di Weil si fece traballante a Mosca e nell'URSS per le sue critiche ai processi politici: venne espulso dal Partito Comunista e deportato nell'Asia centrale sovietica. Le circostanze che determinarono la sua caduta in disgrazia non furono mai rivelate, ma tali esperienze divennero un punto di svolta nella sua vita. Nel 1935, tornò a Praga, dove pubblicò La frontiera di Mosca, un resoconto delle purghe staliniane, del suo coinvolgimento e dell'internamento nel gulag. Dopo la Conferenza di Monaco del 1938, nella quale Inghilterra e Francia svendettero la Cecoslovacchia a Hitler, furono annunciate discriminazioni razziali contro gli ebrei d'Europa, che instaurarono nel Paese la legislazione razzista della Germania, ma Weil rimase nel Paese.
Durante l'occupazione nazista della Cecoslovacchia, gli fu assegnato di lavorare al Museo ebraico di Praga. Negli anni atroci della Seconda guerra mondiale e dell'Olocausto, sopravvisse in modo rocambolesco grazie a un matrimonio combinato, poi con un ricovero in ospedale. Convocato nel 1942 per essere internato al Campo di concentramento di Theresienstadt, decise di non andare, inscenando invece il proprio finto suicidio nel fiume Moldava. Sfuggì alla deportazione e alla morte nascondendosi illegalmente in vari appartamenti, in casa di amici. A queste vicende dedica due romanzi: Una vita con la stella (1949) e Sul tetto c'è Mendelssohn, pubblicato postumo nel 1960, ma censurato di un capitolo, apparso nell'edizione francese. Il capitolo inedito non compare nell'edizione italiana, uscita nel 2023.
Alla fine della guerra, dal 1945 al 1948, fu reintegrato nella vita culturale della Cecoslovacchia. Dopo il colpo di Stato del 1948, con l'instaurazione della dittatura comunista, Weil fu espulso dell'Unione degli scrittori e interdetto dalla pubblicazione. Allora, lavorò nuovamente al Museo ebraico di Praga. I documenti sul genocidio degli ebrei cecoslovacchi che passarono tra le sue mani gli ispireranno un collage letterario, Lamento per 77297 vittime. In conflitto con le norme estetiche promosse dai comunisti, fu stroncato dalla critica di regime come "decadente, esistenzialista, altamente soggettivo", e "prodotto di una cultura codarda". Venne riabilitato solo dopo la morte dello stalinista Klement Gottwald e riammesso nell'Unione degli scrittori.
Continuò a scrivere fino alla morte, avvenuta per leucemia nel 1959.

## Opere
- Ruská revoluční literatura, 1924
- Kulturní práce sovětského Ruska, 1924
- Češi stavějí v zemi pětiletek, 1937
- Moskva-hranice, 1937, in it., La frontiera di Mosca. Il cucchiaio di legno, trad. di Gianlorenzo Pacini, Bari, Laterza, 1970.
- Dřevená lžíce, 1938, in it., La frontiera di Mosca. Il cucchiaio di legno, trad. di Gianlorenzo Pacini, Bari, Laterza, 1970.
- Makanna, otec divů, 1946
- Barvy, 1946
- Vzpomínky na Julia Fučíka, 1947
- Život s hvězdou, 1949, in it., Una vita con la stella, Prefazione di Philip Roth (scritta nel 1989), trad. di Giuseppe Dierna, Collezione La Scala, Milano, Rizzoli 1992, ISBN 978-88-176-7969-5.
- Mír, 1949
- Vězeň chillonský, 1957
- Harfeník, 1958
- Žalozpev za 77297 obetí, 1958
- Na střeše je Mendelssohn, 1960, in it., Sul tetto c'è Mendelssohn, trad. di Giuseppe Dierna, Collana Letture n.106, Torino, Einaudi, 2023, ISBN 978-88-062-5756-9.